# نفايات هدم

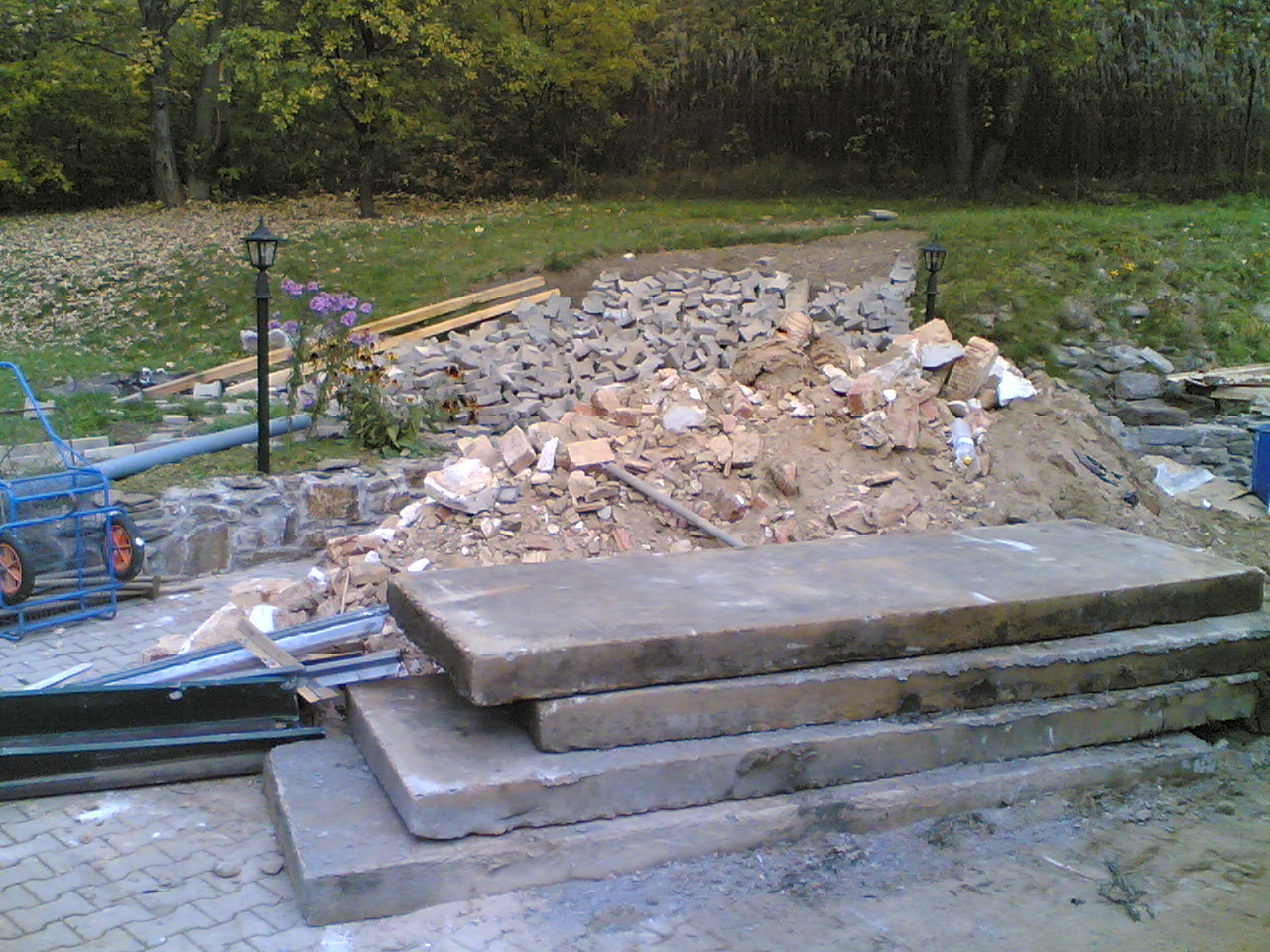
نفايات الهدم

نفايات الهدم هي مخلفات النفايات الناتجة عن تدمير المباني أو الطرق أو الجسور أو الهياكل الأخرى. يختلف الهدم في التكوين، لكن المكونات الرئيسية، بالوزن، في الولايات المتحدة تشمل الخرسانة والمنتجات الخشبية والقوباء المنطقية الأسفلتية وبلاط الطوب والطين والصلب والجدران الجافة. هناك إمكانية لإعادة تدوير العديد من عناصر نفايات الهدم.